# Кубок України з футболу серед аматорів 2013
Кубок України з футболу серед аматорських команд 2013 — 17-й розіграш Кубка України під егідою ААФУ.

## Учасники
У розіграші Кубка взяли участь 27 аматорських команд із 17 областей України.
| Команда           | Місто/село                    | Область           |
| ----------------- | ----------------------------- | ----------------- |
| «Балкани»         | с. Зоря                       | Одеська           |
| «Барса»           | м. Суми                       | Сумська           |
| «Буревісник»      | с. Петрове                    | Кіровоградська    |
| «Варварівка»      | м. Миколаїв                   | Миколаївська      |
| ФК «Вінниця»      | м. Вінниця                    | Вінницька         |
| «ВПК-Агро»        | с. Шевченківка                | Дніпропетровська  |
| «Газовик»         | смт Богородчани               | Івано-Франківська |
| СКК «Демня»       | с. Демня                      | Львівська         |
| «Діназ»           | м. Вишгород                   | Київська          |
| «Єдність»         | с. Плиски                     | Чернігівська      |
| «Зоря-2»          | с. Білозір'я                  | Черкаська         |
| «Колос»           | смт Зачепилівка               | Харківська        |
| «Колос»           | с. Хлібодарівка               | Херсонська        |
| «Ласка»           | с. Боратин                    | Волинська         |
| «ЛКТ-Славутич»    | м. Чернігів                   | Чернігівська      |
| ФК «Малинськ»     | с. Малинськ                   | Рівненська        |
| «Маяк»            | с. Великий Кучурів            | Чернівецька       |
| «Маяк»            | м. Сарни                      | Рівненська        |
| «Нове Життя»      | с. Андріївка                  | Полтавська        |
| ОДЕК              | смт Оржів                     | Рівненська        |
| МФК «Первомайськ» | м. Первомайськ                | Миколаївська      |
| «Петрово»         | с. Пийтерфолво                | Закарпатська      |
| «Ретро»           | м. Ватутіне                   | Черкаська         |
| «Рух»             | м. Винники                    | Львівська         |
| «Торпедо»         | м. Миколаїв                   | Миколаївська      |
| «Ураган»          | с. Кривоносівка               | Черкаська         |
| «Чайка»           | с. Петропавлівська Борщагівка | Київська          |

## Перелік матчів

### Попередній етап
Матчі відбулися 21-28 серпня 2013 року.
| Команда 1         | Заг.         | Команда 2      | 1-й матч | 2-й матч |
| ----------------- | ------------ | -------------- | -------- | -------- |
| СКК «Демня»       | 5:0          | «Петрово»      | 2:0      | 3:0      |
| «Маяк» ВК         | 2:6          | «Газовик»      | 1:4      | 1:2      |
| ФК «Малинськ»     | 3:3 пен. 4:5 | «Ласка»        | 0:3      | 3:0      |
| «Маяк» С          | 2:2 (ч)      | ФК «Вінниця»   | 2:1      | 0:1      |
| «Єдність»         | 6:2          | «Барса»        | 2:0      | 4:2      |
| «Буревісник»      | 2:2 (ч)      | «ВПК-Агро»     | 1:0      | 1:2      |
| «Чайка»           | 4:2          | «Зоря-2»       | 2:1      | 2:1      |
| «Колос» З         | 7:4          | «ЛКТ-Славутич» | 3:1      | 4:3      |
| МФК «Первомайськ» | 10:2         | «Ураган»       | 5:0      | 5:2      |
| «Варварівка»      | 2:0          | «Балкани»      | 2:0      | 0:0      |
| «Колос» X         | 2:1          | «Торпедо»      | 1:0      | 1:1      |

### 1/8 фіналу
Перші матчі відбулися 4 вересня, а матчі-відповіді- 11 вересня.
| Команда 1    | Заг.         | Команда 2         | 1-й матч | 2-й матч |
| ------------ | ------------ | ----------------- | -------- | -------- |
| СКК «Демня»  | 2:3          | ОДЕК              | 0:1      | 2:2      |
| «Газовик»    | 1:1 пен. 3:4 | «Рух»             | 1:0      | 0:1      |
| «Ласка»      | 0:6          | ФК «Вінниця»      | 0:2      | 0:4      |
| «Ретро»      | 0:1          | «Єдність»         | 0:0      | 0:1      |
| «Буревісник» | 5:1          | «Діназ»           | 3:0      | 2:1      |
| «Чайка»      | 2:1          | «Колос» З         | 1:0      | 1:1      |
| «Нове Життя» | 3:1          | МФК «Первомайськ» | 2:0      | 1:1      |
| «Варварівка» | 1:2          | «Колос» X         | 1:0      | 0:2 (дч) |

### Чвертьфінали
Перші матчі відбулися 25-26 вересня, а матчі-відповіді- 2 жовтня.
| Команда 1    | Заг.    | Команда 2    | 1-й матч | 2-й матч |
| ------------ | ------- | ------------ | -------- | -------- |
| ОДЕК         | 0:7     | «Рух»        | 0:4      | 0:3      |
| «Єдність»    | 3:3 (ч) | ФК «Вінниця» | 1:1      | 2:2      |
| «Чайка»      | 3:2     | «Буревісник» | 3:0      | 0:2      |
| «Нове Життя» | 6:2     | «Колос» X    | 4:0      | 2:2      |

### Півфінали
Перші матчі відбулися 12-13 жовтня, а матчі-відповіді- 19-20 жовтня.
| Команда 1    | Заг.    | Команда 2 | 1-й матч | 2-й матч |
| ------------ | ------- | --------- | -------- | -------- |
| «Рух»        | 3:3 (ч) | «Єдність» | 3:1      | 0:2      |
| «Нове Життя» | 1:2     | «Чайка»   | 1:0      | 0:2      |

### Фінал
Перший матч відбувся 26 жовтня, а матч-відповідь- 2 листопада.
| Команда 1 | Заг. | Команда 2 | 1-й матч | 2-й матч |
| --------- | ---- | --------- | -------- | -------- |
| «Чайка»   | 5:3  | «Єдність» | 3:0      | 2:3 (дч) |

| Володар Кубка України серед аматорів 2013 |
| ----------------------------------------- |
| «Чайка» Уперше                            |